# Luděk Kopřiva
Luděk Kopřiva, vlastním jménem Ludvík Kopřiva (19. června 1924 Praha – 2. října 2004 Praha) byl český herec.

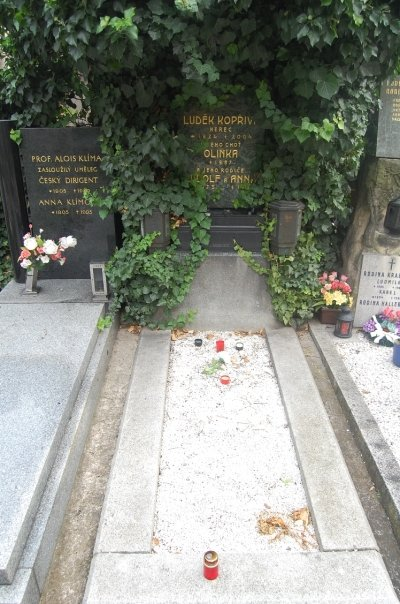
Kopřivův hrob na Vyšehradě

## Život
Po absolutoriu Státní konzervatoře v Praze (1946) studoval ještě na pražské DAMU, kterou dokončil v roce 1948. Své první angažmá získal v Ostravě, kde působil do roku 1951, poté byl v angažmá v Plzni (1951–1960). Od roku 1960 až do roku 1991 se stal členem činoherního souboru Divadla E. F. Buriana, v roce 1991 odešel do důchodu.
Jednalo se o vynikajícího představitele drobných komických a satirických postav s velmi charakteristickým hlasem i nezaměnitelným vzhledem. Pro svůj svérázný herecký typ byl vyhledávaným i úspěšným filmovým, televizním, rozhlasovým a dabingovým hercem. Do povědomí diváků se nejvýrazněji zapsal jednak postavou afektovaného choreografa Huga v Kleinově komedii Jak svět přichází o básníky (1982), především však jako farář Otík v Troškově komediální filmové trilogii Slunce, seno, jahody (1983), Slunce, seno a pár facek (1989) a Slunce, seno, erotika (1991).

## Televize

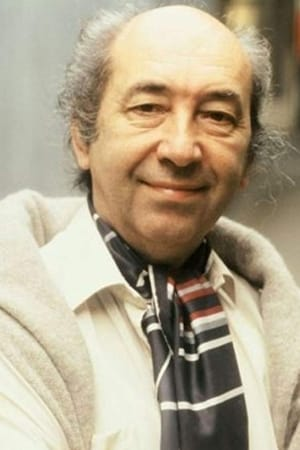
Luděk Kopřiva v roce 2001

- 1966 Sedm koní a vavříny (TV film) - role: bývalý žokej
- 1970 Úsměvy světa (TV cyklus) - role: příručí v obchodě se zbraněmi (2.díl: A.P.Čechov - 2.povídka: Mstitel)

- 1984 Slůvka – (Hudební klip. Hudba, text a zpěv Petr Sepeši), role: učitel[3]